# استخدام المضادات الحيوية في طب الأسنان
تتطلب العديد من الحالات خلال العلاج السني وصف المضادات الحيوية من قبل أطباء الأسنان بهدف منع حدوث إنتان أكبر (مثل الإنتان اللاحق للعمل الجراحي). تعد البنسلينات التي تأخذ شكل الأموكسيسلين أكثر المضادات الحيوية الموصوفة من قبل ممارسي طب الأسنان شيوعًا، ومع ذلك، يعاني الكثير من المرضى من فرط حساسية تجاه هذا المضاد الحيوي بالذات. لذلك، يُستخدم الإريثروميسين عوضًا عنه في حالات التحسس.

## إنتانات ما بعد الجراحة

### تجرثم الدم
هو حالة وجود الجراثيم التي قد تسبب الأمراض في الدم، بما في ذلك الأمراض الجهازية مثل التهاب الشغاف العدوائي. من الممكن أن تسبب بعض العلاجات السنية تجرثم الدم، مثل قلع الأسنان، أو التقليح تحت اللثوي أو حتى تنظيف الأسنان بالفرشاة بطريقة عنيفة من قبل المريض.

### التهاب الشغاف العدوائي
عندما تصل الجراثيم المسؤولة عن تجرثم الدم إلى النسيج القلبي، قد يتطور التهاب شغاف عدوائي (أو إنتاني)، مع نتائج مميتة. التهاب شغاف القلب الإنتاني هو التهاب في الغشاء المبطن للقلب. يُعرف لدى أطباء الأسنان على أنه اختلاط إنتاني بعد جراحي يتميز بخطورته العالية وتهديده للحياة، خاصةً لدى المرضى ذوي الخطورة المرتفعة في تطوير المرض، بسبب القلب المضعف. قد يرجع هذا إلى عيب خلقي في القلب، أو داء قلبي صمامي رثوي أو مكتسب، أو وجود صمامات قلبية وأوعية صنعية. الجراثيم الأكثر شيوعًا بارتباطها مع التهاب شغاف القلب الإنتاني هي العقديات الدموية.

### العلاج بالمضادات الحيوية (وقائيًا)
تاريخيًا، استخدم أطباء الأسنان المضادات الحيوية وقائيًا بهدف منع الإنتانات التالية للجراحة، الناتجة عن تجرثم الدم، والتهاب الشغاف الإنتاني، خاصةً مع المرضى ذوي الخطورة المرتفعة (مثل مشاكل القلب). ومع ذلك، وفقًا لتوصيات حديثة صادرة عن المؤسسة الوطنية للتميز في الصحة والرعاية (إن آي سي إي)، لا ينبغي وصف المضادات الحيوية لجميع المرضى المعرضين إلى خطر الإصابة بالتهاب شغاف القلب الإنتاني. يعود هذا إلى مقاومة المضادات الحيوية المتزايدة، بالإضافة إلى عدم وجود أي دليل أو حتى القليل من الأدلة التي تثبت فعالية أو عدم فعالية المضادات الحيوية الوقائية ضد إنتانات ما بعد الجراحة. علاوةً على ذلك، لم يُحدد بعد ما إذا كانت فوائد إعطاء المضادات الحيوية وقائيًا تفوق مخاطرها الكامنة، مثل الوفيات المرتبطة بالتفاعلات التأقية. أخلاقيًا، ما يزال هنالك حاجة لمناقشة الحالة مع المرضى، حول فوائد وسلبيات المضادات الحيوية الوقائية قبل اتخاذ قرار بشأن إعطائهم العلاج أم لا.

## الخراجات السنية
الخراج هو تجمع مؤلم من القيح تسببه عادةً الإنتانات الجرثومية. تعد الخراجات عادةً مرحلةً ثانويةً للإنتان. المرحلة الأولية من الإنتان هي الإنتان الجرثومي الذي يُسمى التهاب الهلل، إذ تسببه جراثيم لاهوائية مخيرة مثل العقديات (كالعقدية المقيحة). يحدث هذا عندما تصل الجراثيم إلى الأنسجة الداخلية عبر مصادر سنية المنشأ. يُستخدم العلاج بالمضادات الحيوية (عادةً البنسلين) لمنع تقدم الإنتان إلى المرحلة الثانية من التهاب الهلل – الخراج.

### الخراجات حول السنية الجانبية
تتشكل هذه الخراجات بسبب انسداد في الجيب حول السني مع وجود لب حي مرتبط بالسن. يشمل العلاج تصريف الخراج وغسله بغسول فموي مطهر (0.2% كلورهيكسيدين)، ونادرًا ما يتطلب العلاج استخدام المضادات الحيوية.

#### الخراجات السنية السنية الحادة
تعد هذه الخراجات أكثر أنواع الإنتانات الجرثومية الفموية الوجهية انتشارًا. غالبًا ما تحدث نتيجة وجود لب سني نخري أو ملتهب أو نتيجة إنتان في القنوات الجذرية مزالة اللب. ينتج تموت اللب في الغالب عن الغزو الجرثومي في النخر المتقدم. الخطوة الأولى في العلاج هي إزالة مصدر الإنتان أو الالتهاب عن طريق التدابير الجراحية الموضعية. بشكل عام، يمكن القضاء على الخراج من خلال التصريف الجراحي وحده؛ مع ذلك قد يكون هذا الإجراء في بعض الأحيان غير كافي. ولذلك، قد يتطلب العلاج الاستعانة بالمضادات الحيوية الجهازية، ولكن فقط عند وجود دليل على انتشار الإنتان. بما أن الجراثيم المسببة للمرض معروفة، فمن الممكن أن يكون اختيار المضاد الحيوي المناسب للعلاج دقيقًا، استنادًا إلى درجات حساسية الجرثوم للمضادات الحيوية المنشورة. يُعتبر البنسلين الذي يأخذ شكل الأموكسسلين أكثر المضادات الحيوية شيوعًا. ومع ذلك، يظهر 3% من نسبة المرضى حساسيةً تجاه البنسلين، لذلك غالبًا ما يُستبدل بالإريثروميسين في حالات فرط الحساسية.
أظهرت الدراسات التي أُجريت لاختبار تأثيرات المضادات الحيوية على المرضى الذي يعانون من التهاب النسج الداعمة حول الذروية الحاد والخراج الذروي الحاد، أن المرضى الذين عولجوا بالمضادات الحيوية إضافةً إلى المعالجة اللبية لم ينخفض لديهم مستوى الالتهاب بالمقارنة مع المرضى الذين لم يتلقوا أي مضادات. ومع ذلك، إن نوعية البحث المتاح حول هذا الموضوع غير مثالية، بالتالي لا تعد هذه النتائج موثوقةً تمامًا.